# Honerath (Bad Münstereifel)
Honerath is een plaats in de Duitse gemeente Bad Münstereifel, deelstaat Noordrijn-Westfalen.